# Amtshaus (Gunzenhausen)

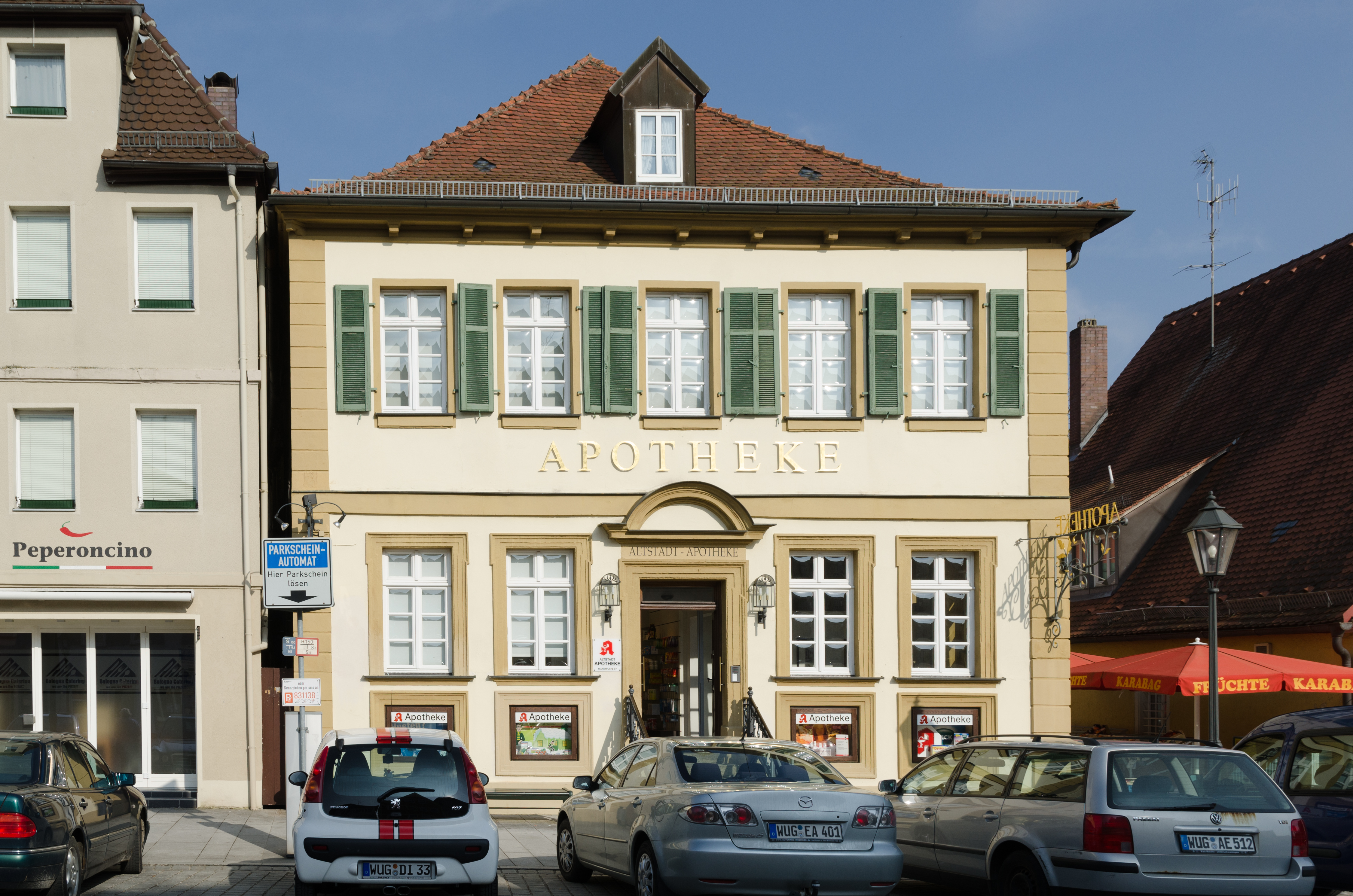
Das Amtshaus am Marktplatz (2013)

Das ehemalige Amtshaus ist ein Bauwerk in Gunzenhausen im mittelfränkischen Landkreis Weißenburg-Gunzenhausen. Das Gebäude mit der postalischen Adresse Marktplatz 37 ist unter der Denkmalnummer D-5-77-136-82 als Baudenkmal in die Bayerische Denkmalliste eingetragen.
Das Amtshaus steht am Gunzenhäuser Marktplatz umrahmt von weiteren Baudenkmälern auf einer Höhe von 415 Metern über NHN. Das Gebäude entstand in der Mitte des 18. Jahrhunderts im barocken Stil und ist ein zweigeschossiger Walmdachbau mit Vortreppe und rustizierten Ecklisenen und Putzgliederung. Das Obergeschoss ist in Teilen fachwerksichtig. Das Amtshaus beherbergt heute eine Apotheke.